# Lebensmitteltechnik (Zeitschrift)
Die Lebensmitteltechnik ist eine Fachzeitschrift, die sich an Fach- und Führungskräfte der Lebensmittel- und der Getränkeindustrie wendet. Sie fungiert zudem als offizielles Organ der Gesellschaft Deutscher Lebensmitteltechnologen.

## Inhalt und Schwerpunkte
Die redaktionellen Inhalte beschäftigen sich in Form von Fachbeiträgen, Berichten, Interviews und Praxisbeispielen u. a. mit Produktentwicklung, Technik und Technologie der Lebensmittelherstellung, Prozesstechnik und Prozessautomatisierung sowie Qualitätssicherung, Labor und Analytik. Weitere Elemente sind Umweltschutz und Rechtsfragen sowie Buchrezensionen, Personalia, ein Veranstaltungskalender und Branchen- und Wirtschaftsnachrichten. Einmal jährlich erscheint das Sonderheft „Hygienic Design“ zusätzlich wird das Thema der hygiengerecht konstruierten und gestalteten Anlagen auch in drei regulären Ausgaben als ein Schwerpunkt behandelt.

## Erscheinungsweise und Verbreitung
Das Magazin erscheint derzeit monatlich, Doppelausgaben sind die Nummern 1–2 und 7–8. Die IVW-geprüfte verkaufte Auflage liegt bei 2231 Exemplaren.
| 1998 | 1999 | 2000 | 2001 | 2002 | 2003 | 2004 | 2005 | 2006 | 2007 | 2008 | 2009 | 2010 | 2011 | 2012 | 2013  | 2014 | 2015 | 2016 | 2017 | 2018 | 2019 | 2020 | 2021 | 2022 | 2023 | 2024 |
| ---- | ---- | ---- | ---- | ---- | ---- | ---- | ---- | ---- | ---- | ---- | ---- | ---- | ---- | ---- | ----- | ---- | ---- | ---- | ---- | ---- | ---- | ---- | ---- | ---- | ---- | ---- |
| 8959 | 9207 | 8980 | 9071 | 9224 | 9360 | 9184 | 9284 | 9075 | 9015 | 9016 | 9001 | 9003 | 9206 | 9315 | 10121 | 9286 | 9736 | 9234 | 8781 | 8909 | 9015 | 8776 | 8172 | 8151 | 7940 | 7296 |